# Dimples Romana
Dimples Romana es una actriz y cantante filipina. 

## Filmografía
- Mara Clara (2010-2011).... Alvira del Valle
- Tayong Dalawa (2009)[1]
- Lobo (2008) .... Trixie
- Huling Pasada (2008)
- When Love Begins ... (2008)
- Altar (2007) .... Angie
- One More Chance (2007) .... Krizzy
- Chopsuey (2007) .... Claire Wong-Chua
- SineSerye .... Trina Tagle (2007)
- Sanxia haoren (2007/V)
- Panday (2005)  .... Manaram (2006)
- Wag kang lilingon (2006) .... Trixie
- Komiks (2 episodios, 2006)
- Pacquiao: The Movie (2006) .... Mujer de Emong
- Dubai (2005)
- Minsan pa (2004) .... Cristy
- All My Life (2004) .... Kat
- Noon at ngayon... pagsasamang kayganda (2003)
- Dekada '70 (2002) .... Evelyn
- Kaytagal kang hinintay (2002) .... Kayla Reneza
- Tabing ilog (2000) .... Jackie (2000)
- Kung ayaw mo, huwag mo (1998)
- Esperanza (1997) .... Paola

## Galardones y nominaciones
| Año  | Galardón                        | Categoría                                           | Obra                                   | Resultado |
| 2008 | 56th FAMAS Awards               | Mejor actriz de soporte                             | One More Chance                        | nominada  |
| 2011 | ENPRESS Golden Screen TV Awards | Outstanding Supporting Actress in a Drama Series    | Mara Clara                             | nominada  |
| 2013 | 11th Gawad TANGLAW Awards       | Best Performance by an Actress (Single Performance) | Maalaala Mo Kaya                       | ganó      |
| 2013 | 27th PMPC Star Awards for TV    | Best Game Show Host                                 | Promil Pre-school: I-Shine Talent Camp | nominada  |